# Úmbita
Úmbita là một thị xã và đô thị ở Departamento của Colombia Boyacá, thuộc phân vùng Márquez.